# J-ケミカル
株式会社J-ケミカル（ジェイケミカル、J-CHEMICAL,INC.）は、接着剤やホルマリンなどの販売を手掛けていた日本の企業で、三菱ガス化学の100%子会社である。

## 概要
ホーネンコーポレーションが手掛けていた化成品事業を母体とし、2004年7月にホーネンコーポレーションから化成品部門を分社化する形で設立。主に環境配慮型接着剤や塗料の開発等を手がけている。
J-オイルミルズは2021年3月29日に、J-ケミカル全株式とJ-ケミカルと三菱ガス化学との合弁会社である株式会社ユタカケミカルのJ-オイルミルズ保有分株式を、同年5月31日付で三菱ガス化学へ譲渡する事を発表。J-ケミカルとユタカケミカルの2社は同年5月31日付で三菱ガス化学の完全子会社となると同時に、J-オイルミルズグループは1930年から91年間続けてきた化成品事業から撤退した。
2022年4月1日付で製造事業を手掛けているユタカケミカル（同年4月2日付でMGCウッドケム株式会社へ商号変更）へ吸収合併され、J-ケミカルは解散した。

## 沿革
- 2004年7月1日 - ホーネンコーポレーションが手掛けていた化成品販売事業を分社化する形で設立。
- 2021年5月31日 - 株式譲渡に伴い、三菱ガス化学の100%子会社となる。
- 2022年4月1日 - ユタカケミカルへ吸収合併され、J-ケミカルは解散。

## 事業所
- 本社 - 東京都中央区明石町8番1号 聖路加タワー17階
- 大阪営業所 - 大阪府大阪市北区中之島6-2-57 味の素グループ大阪ビル5階
- 静岡工場・第1研究室・第3研究室 - 静岡県静岡市清水区島崎町162
- 第2研究室 - 神奈川県平塚市東八幡5-3-4